# West Indies Women’s Cricket Team
Das West Indies Women’s Cricket Team (abgekürzt West Indies Women oder West Indies W) ist eine internationale Cricket-Mannschaft. Es ist eine der Frauen-„Nationalmannschaften“, in denen sich Spielerinnen aus mehr als nur einem Land befinden, und wird von Cricket West Indies (CWI) geleitet. Das West Indies Women’s Cricket Team vertritt die unabhängigen Staaten der Westindischen Inseln Antigua und Barbuda, Barbados, Dominica, Grenada, Jamaika, St. Kitts und Nevis, St. Lucia, St. Vincent und die Grenadinen, Trinidad und Tobago, den südamerikanischen Staat Guyana sowie die abhängigen Gebiete Amerikanische Jungferninseln, Anguilla, Britische Jungferninseln, Montserrat und Sint Maarten. In den meisten dieser Staaten und Gebiete gilt Cricket als Nationalsport. Die West Indies verfügen über ihre eigene Flagge und eine eigene Hymne. Die West Indies sind eines der Vollmitglieder des International Cricket Council und dürfen somit Frauen-Test-Cricket-Spiele austragen.
Die West Indies bestritten im Jahr 1976 ihren ersten WTest. Die größten Erfolge bisher sind der 2. Platz beim Women’s Cricket World Cup (2013) und der Gewinn des T20 World Cup (2016).

## Geschichte

### Beginn des Frauen-Crickets in den West Indies
Während beim Women’s Cricket World Cup 1973 Jamaika und Trinidad und Tobago noch eigenständig antraten absolvierte das Team der West Indies ihr erstes internationales Spiel in der Saison 1975/76 gegen Australien. Die Serie endete unentschieden, ebenso wie ein Jahr später auf der Tour in Indien. Beim Women’s Cricket World Cup 1978 traten sie nicht an, da die finanziellen Mittel nicht ausreichten. In 1979 absolvierten sie eine weitere Tour in England, wobei sie die WTest-Serie 0–2 verloren, allerdings in ihren ersten WODIs ein 1–1 unentschieden erreichen konnten.
Nach dieser Tour dauerte es 24 Jahre, bis sie wieder auf der internationalen Bühne vertreten waren. In 1982 weigerten sie sich für den Women’s Cricket World Cup 1982 nach Neuseeland zu reisen, nachdem diese im Jahr zuvor das von der Apartheid geprägte Südafrika im Rugby empfingen. Erst 1993 spielten sie für den Women’s Cricket World Cup 1993 in England wieder ein internationales Spiel. Dort konnten sie unter Ann Browne jedoch nur gegen Dänemark und Irland gewinnen. Auch vier Jahre später schieden sie in der Vorrunde aus, wobei sie jedoch sieglos blieben. Für den Women’s Cricket World Cup 2000 erhielten sie keine Einladung.

### Langsamer Aufstieg in die Weltspitze

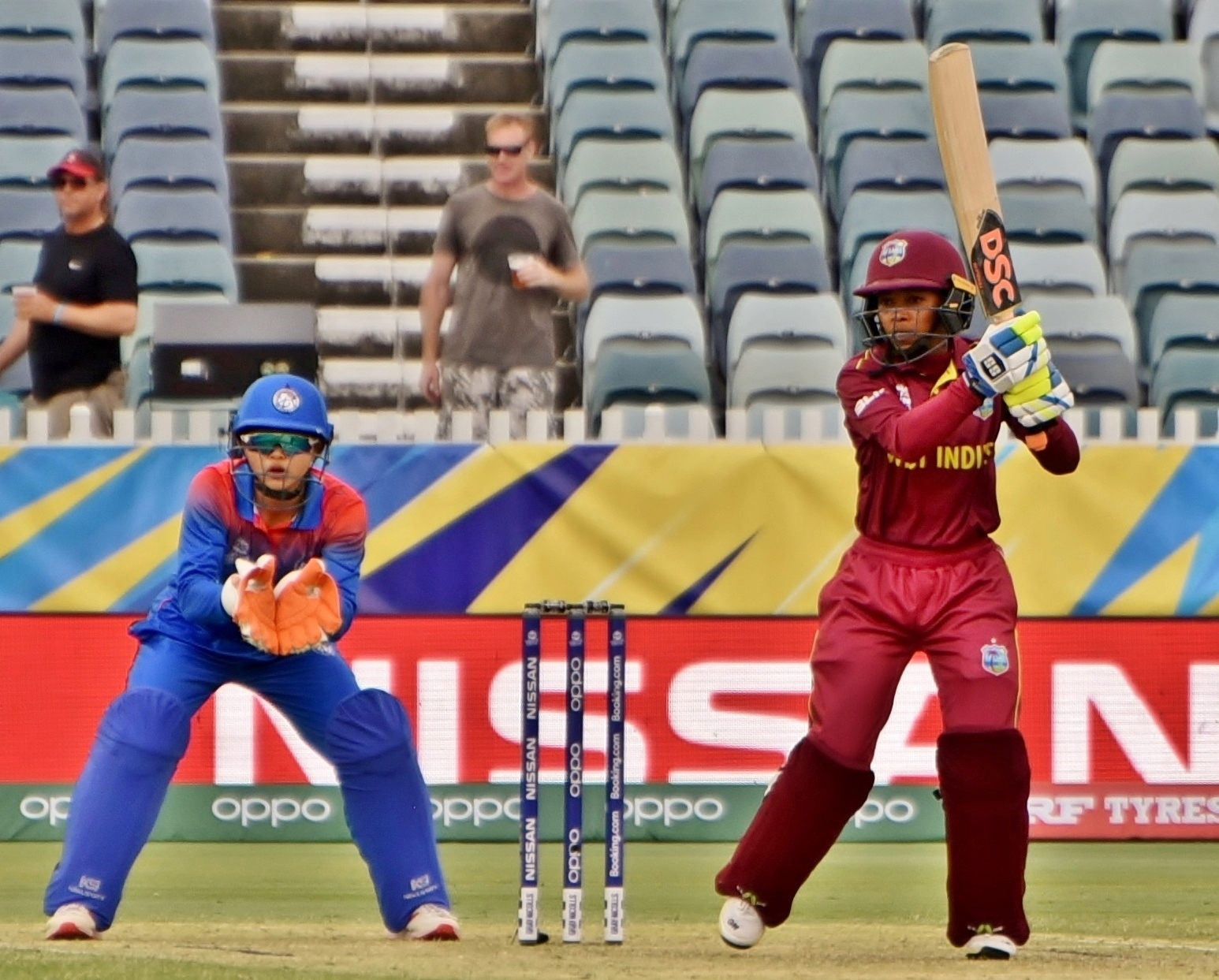
Die West Indies gegen Thailand beim T20 World Cup 2020

Ab der Saison 2002/03 bestritten sie auch wieder bilaterale Touren, so verloren sie eine WODI-Serie gegen Sri Lanka deutlich mit 0–6. Der langsame Aufstieg kam dann ab der International Women’s Cricket Council Trophy 2003, einem Turnier der Mannschaften aus der zweiten Reihe die der Weltmeisterschafts-Qualifikation diente, bei dem sie hinter Irland den zweiten Platz belegten. In der Saison 2003/04 verloren sie zwar in Indien deutlich, konnten aber kurz darauf in Pakistan ihre erste WODI-Serie gewinnen. Bei letzterem bestritten sie auch ihren bisher letzten WTest, der Remis endete. Beim Women’s Cricket World Cup 2005 konnten sie zwei Siege erringen, schieden jedoch als Fünfter in der Vorrunde aus und konnten sich nicht für das Halbfinale qualifizieren. Nach der direkten Qualifikation für den Women’s Cricket World Cup 2009 konnten sie unter ihrer Kapitänin Merissa Aguilleira erstmals die Vorrunde überstehen und sicherten sich abermals den fünften Platz. Mit dem Aufkommen der WTwenty20 eröffneten sich neue Möglichkeiten. Beim ICC Women’s World Twenty20 2009 schieden sie jedoch noch einmal in der Vorrunde aus. Beim Besuch der englischen Mannschaft im November 2009 konnten sie sowohl die WODI- als auch WTwenty20-Serie gewinnen.
In der Folge konnten sie dann beim ICC Women’s World Twenty20 2010 erstmal das Halbfinale eines Weltturnieres erreichen, als sie England in der Vorrunde besiegten. Dies gelang ihnen auch zwei Jahre später, auch wenn sie dort abermals an Australien scheiterten. Beim Women’s Cricket World Cup 2013 konnten sie dann Australien in der Super-Six-Runde besiegen und qualifizierten sich als Gruppensieger für das Finale. Dort verloren sie dann jedoch wieder gegen die australische Mannschaft. Bei der nächsten Ausgabe der World Twenty20 im Jahr 2014 scheiterten sie dann wieder im Halbfinale an den Australierinnen. Unter der neuen Kapitänin Stafanie Taylor gelang es ihnen dann erstmals beim ICC Women’s World Twenty20 2016 die Australierinnen in der Endrunde zu schlagen und so konnten sie dort ihre erste Weltmeisterschaft erringen.
Beim Women’s Cricket World Cup 2017 folgte dann die Enttäuschung, als sie erstmals seit langem wieder in der Vorrunde ausschieden. Bei der Ausgabe 2018 erreichten sie noch einmal das Halbfinale bei der WTwenty20-Weltmeisterschaft, jedoch scheiterten sie zwei Jahre später auch dort in der Vorrunde. Beim Women’s Cricket World Cup 2022 konnten sie dann das Halbfinale wieder erreichen, scheiterten dort jedoch wieder an Australien. Beim 2023 scheiterten sie dann wieder in der Vorrunde.

## Organisation

Flagge des West Indies Cricket Board

Karte der Mitglieder des Verbandes Cricket West Indies: Full Members sind fett, Sub Members in Normalschrift und Affiliates kursiv dargestellt

Der Verband hieß nach seiner Gründung im Jahr 1920 zunächst West Indies Cricket Board of Control. 1996 benannte er sich in West Indies Cricket Board (WICB) um und seit 2015 lautet der Name Cricket West Indies. Der Verband ist verantwortlich für die Organisation des Cricketsports in den West Indies. Seit dem 31. Mai 1926 sind die West Indies Vollmitglied im International Cricket Council (ICC).
Cricket West Indies stellt die West Indies vertretenen Cricket-Nationalmannschaften, einschließlich der für die Männer, Frauen und Jugend, zusammen. Er ist außerdem verantwortlich für die Durchführung von WTest-, WODI- und WTwenty20-Serien gegen andere Nationalmannschaften sowie die Organisation von Heimspielen und -turnieren. Neben der Aufstellung des Teams ist er verantwortlich für den Kartenverkauf, der Gewinnung von Sponsoren und der Vermarktung der Medienrechte.
Kinder und Jugendliche werden bereits in der Schule an den Cricketsport herangeführt und je nach Interesse und Talent beginnt dann die Ausbildung. Wie andere Cricketnationen verfügen die West Indies über eine U-19-Nationalmannschaft, die an der entsprechenden Weltmeisterschaft teilnimmt.

## Flagge und Hymne

Flagge der West Indies, wie sie bis 1999 Verwendung fand

Die meisten der Cricketnationen verwenden ihre eigenen Nationalflaggen bei internationalen Cricketspielen, da das West Indies Women’s Cricket Team allerdings mehrere unabhängige Staaten und Überseegebiete repräsentiert, wird keine der Nationalflaggen, sondern stattdessen eine eigene kastanienbraune Flagge mit einer Palme und einem Wicket auf einer kleinen sonnigen Insel genutzt. Der Hintergrund zeigt manchmal einen horizontalen grünen über einem weißen Streifen mit einem kastanienbraunen Streifen dazwischen. Vor 1999 verwendeten die West Indies eine ähnliche Flagge mit einer Palme auf einer Insel, jedoch ohne Wicket, und anstelle der Sonne erschien das Sternbild Orion. Diese Flagge wurde 1923 von Sir Algernon Aspinall entworfen, dem damaligen Sekretär des West Indies Committee. Etwa zur selben Zeit, in den 1920er Jahren, wurde Nec curat Orion leones als Motto für die West Indies vorgeschlagen, entlehnt von einem Zitat des Horaz, laut dem Orion, symbolisch für die West Indies, sich nicht vor den Löwen [des englischen Crickets] fürchtet.
Da das Team bei internationalen Spielen und Turnieren den Status einer Nationalmannschaft besitzt und somit eine Hymne vor den Spielen gespielt wird, blieb nach dem Zerfall der Westindischen Föderation zunächst offen, welche dieses sein sollte. Zunächst wurde jeweils die Nationalhymne des Staates gespielt, dem der Kapitän angehörte. In den letzten Jahren ging man dazu über, Versionen des im Jahr 1988 komponierten Liedes Rally Round the West Indies…Now and Forever des aus Trinidad stammenden Sängers David Rudder zu verwenden.

## Spielerinnen

### Spielerstatistiken
Insgesamt haben für die West Indies 29 Spielerinnen WTests, 103 Spielerinnen WODIs und 56 Spielerinnen WTwenty20s gespielt. Im Folgenden sind die Spielerinnen aufgeführt, die für das Team der West Indies die meisten Runs und Wickets erzielt haben.

#### Runs
| WTest                  | WTest                  | WTest                  | WTest                  | WODI                   | WODI                   | WODI                   | WODI                   | WTwenty20              | WTwenty20              | WTwenty20              | WTwenty20              |
| Spielerin              | Zeitraum               | WTests                 | Runs                   | Spielerin              | Zeitraum               | WODIs                  | Runs                   | Spielerin              | Zeitraum               | WTwenty20s             | Runs                   |
| ---------------------- | ---------------------- | ---------------------- | ---------------------- | ---------------------- | ---------------------- | ---------------------- | ---------------------- | ---------------------- | ---------------------- | ---------------------- | ---------------------- |
| Patricia Whittaker     | 1976–1979              | 11                     | 472                    | Stafanie Taylor        | 2008–heute             | 170                    | 5.873                  | Stafanie Taylor        | 2008–heute             | 126                    | 3.426                  |
| Louise Browne          | 1976–1979              | 09                     | 348                    | Deandra Dottin         | 2008–heute             | 149                    | 3.785                  | Deandra Dottin         | 2008–heute             | 135                    | 2.988                  |
| Beverly Browne         | 1976–1979              | 11                     | 324                    | Hayley Matthews        | 2014–heute             | 099                    | 3.074                  | Hayley Matthews        | 2014–heute             | 109                    | 2.897                  |
| Leila Williams         | 1976–1979              | 11                     | 293                    | Shemaine Campbelle     | 2009–heute             | 131                    | 1.928                  | Shemaine Campbelle     | 2009–heute             | 147                    | 1.475                  |
| Yolande Geddes-Hall    | 1976–1979              | 10                     | 280                    | Merissa Aguilleira     | 2008–2018              | 112                    | 1.752                  | Stacy-Ann King         | 2008–2019              | 086                    | 0989                   |
| Stand: 12. August 2025 | Stand: 12. August 2025 | Stand: 12. August 2025 | Stand: 12. August 2025 | Stand: 12. August 2025 | Stand: 12. August 2025 | Stand: 12. August 2025 | Stand: 12. August 2025 | Stand: 12. August 2025 | Stand: 12. August 2025 | Stand: 12. August 2025 | Stand: 12. August 2025 |

#### Wickets
| WTest                  | WTest                  | WTest                  | WTest                  | WODI                   | WODI                   | WODI                   | WODI                   | WTwenty20              | WTwenty20              | WTwenty20              | WTwenty20              |
| Spielerin              | Zeitraum               | WTests                 | Wickets                | Spielerin              | Zeitraum               | WODIs                  | Wickets                | Spielerin              | Zeitraum               | WTwenty20s             | Wickets                |
| ---------------------- | ---------------------- | ---------------------- | ---------------------- | ---------------------- | ---------------------- | ---------------------- | ---------------------- | ---------------------- | ---------------------- | ---------------------- | ---------------------- |
| Patricia Whittaker     | 1976–1979              | 11                     | 25                     | Anisa Mohammed         | 2003–2022              | 141                    | 180                    | Anisa Mohammed         | 2008–2021              | 117                    | 125                    |
| Vivalyn Latty-Scott    | 1976–1979              | 10                     | 25                     | Stafanie Taylor        | 2008–heute             | 170                    | 155                    | Hayley Matthews        | 2014–heute             | 109                    | 111                    |
| Sheryl Bayley          | 1976–1979              | 11                     | 16                     | Hayley Matthews        | 2014–heute             | 099                    | 125                    | Stafanie Taylor        | 2008–heute             | 126                    | 098                    |
| Leila Williams         | 1976–1979              | 11                     | 15                     | Afy Fletcher           | 2008–heute             | 089                    | 111                    | Afy Fletcher           | 2008–heute             | 099                    | 096                    |
| Peggy Fairweather      | 1976–1979              | 10                     | 13                     | Shakera Selman         | 2008–2022              | 100                    | 082                    | Shanel Daley           | 2009–2014              | 068                    | 072                    |
| Stand: 12. August 2025 | Stand: 12. August 2025 | Stand: 12. August 2025 | Stand: 12. August 2025 | Stand: 12. August 2025 | Stand: 12. August 2025 | Stand: 12. August 2025 | Stand: 12. August 2025 | Stand: 12. August 2025 | Stand: 12. August 2025 | Stand: 12. August 2025 | Stand: 12. August 2025 |

### Mannschaftskapitäninnen
Bisher hat insgesamt drei Spielerinnen als Kapitänin für die West Indies bei einem WTest fungiert, 17 für ein WODI und sieben für ein WTwenty20.
| WTest | WTest              | WTest    | WODI               | WODI       | WTwenty20          | WTwenty20  |
| Nr.   | Name               | Zeitraum | Name               | Zeitraum   | Name               | Zeitraum   |
| ----- | ------------------ | -------- | ------------------ | ---------- | ------------------ | ---------- |
| 1     | Louise Browne      | 1976     | Grace Williams     | 1979       | Nadine George      | 2008       |
| 2     | Patricia Whittaker | 1979     | Patricia Whittaker | 1979       | Merissa Aguilleira | 2009–2019  |
| 3     | Stephanie Power    | 2004     | Rita Scott         | 1993       | Anisa Mohammed     | 2010–2021  |
| 4     |                    |          | Ann Browne         | 1993–1997  | Stafanie Taylor    | 2012–2021  |
| 5     |                    |          | Marlene Needham    | 1997       | Shemaine Campbelle | 2012       |
| 6     |                    |          | Verena Felician    | 2003       | Hayley Matthews    | 2022–heute |
| 7     |                    |          | Stephanie Power    | 2003–2005  | Karishma Ramharack | 2025       |
| 8     |                    |          | Envis Williams     | 2004       |                    |            |
| 9     |                    |          | Nadine George      | 2008       |                    |            |
| 10    |                    |          | Chedean Nation     | 2008       |                    |            |
| 11    |                    |          | Marissa Aguilleira | 2009–2015  |                    |            |
| 12    |                    |          | Anisa Mohammed     | 2010–2022  |                    |            |
| 13    |                    |          | Stafanie Taylor    | 2013–2022  |                    |            |
| 14    |                    |          | Shakera Selman     | 2016       |                    |            |
| 15    |                    |          | Deandra Dottin     | 2021       |                    |            |
| 16    |                    |          | Hayley Matthews    | 2022–heute |                    |            |
| 17    |                    |          | Shemaine Campbelle | 2023–2025  |                    |            |

## Bilanz
Die Mannschaft hat die folgenden Bilanzen gegen die anderen Vollmitglieder des ICC im WTest-, WODI- und WTwenty20-Cricket (Stand: 12. August 2025).
| Gegner      | WTests | WTests | WTests | WTests | WTests | WODIs | WODIs | WODIs | WODIs | WODIs | WTwenty20s | WTwenty20s | WTwenty20s | WTwenty20s | WTwenty20s |
| Gegner      | Sp.    | S      | U      | N      | R      | Sp.   | S     | U     | N     | NR    | Sp.        | S          | U          | N          | NR         |
| ----------- | ------ | ------ | ------ | ------ | ------ | ----- | ----- | ----- | ----- | ----- | ---------- | ---------- | ---------- | ---------- | ---------- |
| Australien  | 2      | 0      | 0      | 0      | 2      | 18    | 1     | 0     | 16    | 1     | 16         | 2          | 0          | 14         | 0          |
| Bangladesch | 0      | 0      | 0      | 0      | 0      | 5     | 4     | 0     | 1     | 0     | 7          | 7          | 0          | 2          | 0          |
| England     | 3      | 0      | 0      | 2      | 1      | 29    | 6     | 0     | 21    | 2     | 32         | 9          | 1          | 22         | 0          |
| Indien      | 6      | 1      | 0      | 1      | 4      | 29    | 5     | 0     | 24    | 0     | 24         | 9          | 0          | 15         | 0          |
| Irland      | 0      | 0      | 0      | 0      | 0      | 12    | 10    | 1     | 1     | 0     | 8          | 8          | 0          | 0          | 0          |
| Neuseeland  | 0      | 0      | 0      | 0      | 0      | 23    | 9     | 0     | 13    | 1     | 24         | 5          | 2          | 16         | 1          |
| Pakistan    | 1      | 0      | 0      | 0      | 1      | 38    | 27    | 0     | 11    | 0     | 22         | 15         | 3          | 4          | 0          |
| Sri Lanka   | 0      | 0      | 0      | 0      | 0      | 35    | 18    | 0     | 17    | 0     | 26         | 20         | 0          | 5          | 1          |
| Südafrika   | 0      | 0      | 0      | 0      | 0      | 36    | 11    | 1     | 18    | 4     | 26         | 16         | 0          | 9          | 1          |

## Internationale Turniere

### Women’s Cricket World Cup
- 1973: nicht teilgenommen
- 1978: nicht teilgenommen
- 1982: nicht teilgenommen
- 1988: nicht teilgenommen
- 1993: Vorrunde
- 1997: Vorrunde
- 2000: nicht teilgenommen
- 2005: Vorrunde
- 2009: Super Six
- 2013: 2. Platz
- 2017: Vorrunde
- 2022: Halbfinale
- 2025: qualifiziert
- 2029: noch ausstehend

### Women’s T20 World Cup
- 2009: Vorrunde
- 2010: Halbfinale
- 2012: Halbfinale
- 2014: Halbfinale
- 2016: Sieger
- 2018: Halbfinale
- 2020: Vorrunde
- 2023: Vorrunde
- 2024: Halbfinale
- 2026: qualifiziert
- 2028: noch ausstehend